# Derek Culver
Pour les articles homonymes, voir Culver.
Derek Culver, né le 24 mai 1998 à Warren, Ohio, est un joueur américain de basket-ball évoluant au poste de pivot.

## Biographie

### Carrière universitaire
Entre 2018 et 2021, il joue pour les Mountaineers de l'université de Virginie-Occidentale.

### Carrière professionnelle

#### Mad Ants de Fort Wayne (2021)
Le 29 juillet 2021, lors de la draft 2021 de la NBA, automatiquement éligible, il n'est pas sélectionné. 
Le 15 octobre 2021, il signe un contrat avec les Pacers de l'Indiana mais il est libéré dès le lendemain.
Le 25 octobre 2021, il intègre l'équipe de G-League des Pacers, les Mad Ants de Fort Wayne.
Le 2 novembre 2021, les Mad Ants se séparent de Culver.

## Statistiques

### Universitaires
Les statistiques de Derek Culver en matchs universitaires sont les suivantes :
| Saison    | Équipe               | Matchs | Titul. | Min./m | % Tir | % 3pts | % LF | Rbds/m. | Pass/m. | Int/m. | Ctr/m. | Pts/m. |
| --------- | -------------------- | ------ | ------ | ------ | ----- | ------ | ---- | ------- | ------- | ------ | ------ | ------ |
| 2018-2019 | Virginie-Occidentale | 26     | 14     | 27,0   | 45,6  | 0,0    | 58,5 | 9,92    | 1,65    | 0,54   | 0,65   | 11,50  |
| 2019-2020 | Virginie-Occidentale | 31     | 25     | 24,5   | 45,7  | 0,0    | 51,7 | 8,61    | 1,74    | 0,77   | 0,77   | 10,42  |
| 2020-2021 | Virginie-Occidentale | 29     | 28     | 26,3   | 47,8  | 0,0    | 62,4 | 9,45    | 1,10    | 0,83   | 0,83   | 14,28  |
| Carrière  | Carrière             | 86     | 67     | 25,9   | 46,5  | 0,0    | 57,6 | 9,29    | 1,50    | 0,72   | 0,76   | 12,05  |

## Palmarès

### Université
- First-team All-Big 12 (2021)
- Second-team All-Big 12 (2019)
- Big 12 All-Freshman Team (2019)